# Мери Ен Милер
Мери Ен Милер (енгл. Mary Ann Müller; 1819. или 1820—18. јул 1901) била је новозеландска активисткиња за женска права, укључујући и женско право гласа. „Речник новозеландских биографија“ (енгл. Dictionary of New Zealand Biography) назвао ју је „пионирком новозеландског суфражетског покрета.
Рођена је у Лондону 1819. или 1820. године, а преселила се на Нови Зеланд 1849. са своја два сина, мада није познато да ли је била удовица или је оставила свог супруга због његове окрутности. Две године радила је као учитељица у Нелсону, а затим се удала за хирурга Стивена Лана Милера, који је такође био британски имигрант. Познато је да је њен претходни муж преминуо пре него што је ступила у нови брак.
Године 1864. упознала је британску активисткињу за женска права Марију Рај, која је у то време посетила Нови Зеланд, након чега је Милерова почела да се интересује за активности феминистичких покрета у Уједињеном Краљевству и Сједињеним Америчким Државама. Такође је почела да пише чланке који су се бавили темом женских права које је њен пријатељ Чарлс Елиот, уредник новина „Нелсон Егзаминер“ (енгл. Nelson Examiner) објављивао у свом листу. Писала је под псеудонимом Фемина (фр. Fémmina), првенствено због тога што се њен супруг, који је био локални политичар, противио њеним ставовима.
Године 1869. објављује „Апел мушкарцима Новог Зеланда“ (енгл. An appeal to the men of New Zealand), први памфлет икада објављен на Новом Зеланду, који се бавио темом женског права гласа. Милерова је изнела став да је неопходно женама дати право гласа како би допринеле напретку друштва. Такође је тражила укидање дискриминације у законодавном систему и апеловала на чланове парламента да подрже борбу за женско право гласа. Како наводи „Енциклопедија Новог Зеланда“ из 1966. њен памфлет је „довео до значајног интересовања у Новом Зеланду и у иностранству.“ Добила је писмо подршке и честитке од Џона Стјуарта Мила. Иако због политичког положаја свог мужа Милерова није била у могућности да се јавно бави активизмом, састала се са Вилијамом Фоксом како би у приватности говорили о њеним ставовима. Како наводи Бруклински музеј, многе од њених идеја садржане су у „Акту о имовинским правима жена“ (енгл. Married Women's Property Act) из 1870.
Открила је свој прави идентитет тек 1898. године, седам година након супругове смрти. Преминула је три године касније у Блениму.